# Onychogomphinae

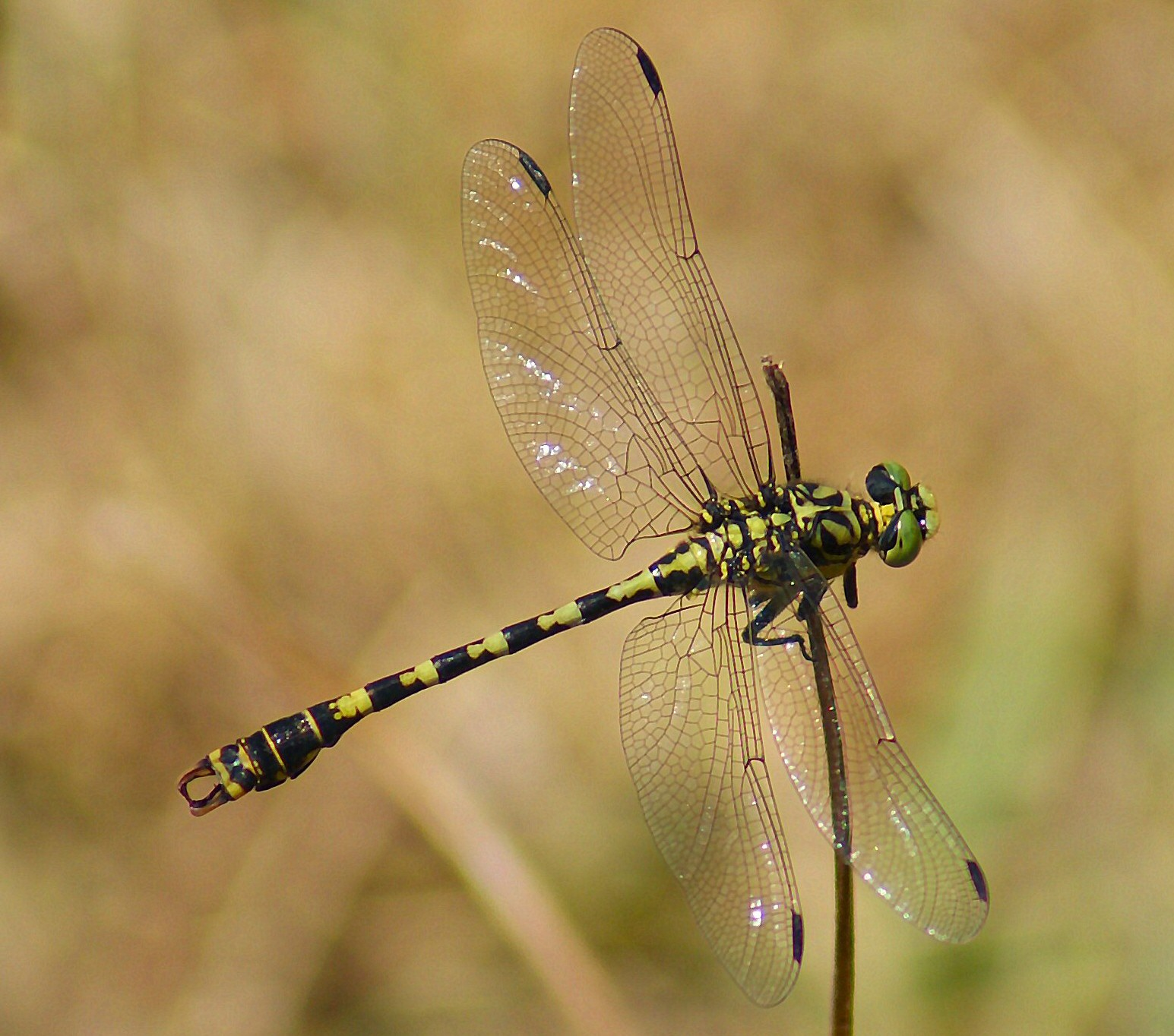
Przedstawiciel podrodziny – smaglec mniejszy (Onychogomphus forcipatus)

Onychogomphinae – podrodzina ważek z rodziny gadziogłówkowatych (Gomphidae).
Należą tutaj następujące rodzaje:
- Acrogomphus
- Amphigomphus
- Borneogomphus
- Davidius
- Hagenius
- Megalogomphus
- Melligomphus
- Nihonogomphus
- Onychogomphus
- Ophiogomphus
- Orientogomphus
- Paragomphus